# 湖南体育职业学院
28°08′55″N 113°02′33″E / 28.148728°N 113.042579°E
湖南体育职业学院位于湖南省长沙市体育馆路71号，为湖南省一所高级专科大学。

## 学校院系
湖南体育职业学院一共有2个系，7个专业。
- 体育系、社会体育系
- 体育教育、体育服务与管理、社会体育、体育保健、运动训练、武术、表演艺术

## 校园文化
- 办学目标：育合格人才，创金牌效益，办学特色学校
- 办学思路：以教学训练为中心，体育教育与竞技体育协调发展，两轮驱动，比翼齐飞[1]

## 知名校友
湖南体育职业学院培育了一批体育人才，育有四位世界冠军：
- 熊倪
- 杨霞
- 龚智超
- 龙清泉